# Réaction de Liebermann-Burchard
La réaction de Liebermann-Burchard est une réaction chimique principalement utilisée comme test révélateur du cholestérol et plus généralement des phénols.
Elle a été décrite initialement par Carl Liebermann puis appliquée à la révélation du cholestérol par Burchard,.
Réactifs : solution de la substance à identifier dans le chloroforme + acide sulfurique concentré + anhydride acétique
- On ajoute quelques gouttes de l’anhydride acétique à la solution ensuite on introduit une goutte de l’acide sulfurique.
- La solution se colore en rouge intense, puis violet, en bleu et prend finalement une coloration vert foncé.
- Cette coloration évolue rapidement avec le temps ce qui rend plus difficile encore la définition de coloration spécifique.

Dans les années 1970, cette réaction est employée pour le dosage du cholestérol en biochimie clinique.

La réaction Liebermann-Burchard